# Liste der denkmalgeschützten Objekte in Andorra
Die Liste der denkmalgeschützten Objekte in Andorra enthält alle im Inventari general der Patrimoni Cultural d’Andorra, der andorranischen Denkmalschutzbehörde, aufgeführten Denkmäler. Sie sind unterteilt in Kulturdenkmäler (Béns d’Interès Cultural) und Baudenkmäler (Béns immobles Inventariats).

## Kulturdenkmäler
| Bild                                         | Bezeichnung                                  | Lage                                                     | Beschreibung | Bauzeit                       | Eingetragen seit | Denkmal- nummer |
| -------------------------------------------- | -------------------------------------------- | -------------------------------------------------------- | ------------ | ----------------------------- | ---------------- | --------------- |
| Església de la Santa Creu                    | Església de la Santa Creu                    | Canillo camí vell de Prats Karte                         |              | Ende 17.–Anfang 18. Jh.       |                  | 34              |
| Església de Sant Bartomeu de Soldeu          | Església de Sant Bartomeu de Soldeu          | Canillo c. Calbó, Soldeu Karte                           |              | 17.–18. Jh.                   |                  | 32              |
| Església de Sant Joan de Caselles            | Església de Sant Joan de Caselles            | Canillo ctra. general 2 Karte                            |              | 11.–12. Jh.                   |                  | 19              |
| Església de Sant Miquel de Prats             | Església de Sant Miquel de Prats             | Canillo Prats Karte                                      |              | 12.–13. Jh.                   |                  | 35              |
| Església de Sant Serni de Canillo            | Església de Sant Serni de Canillo            | Canillo placeta de Sant Serni Karte                      |              | 17.–18. Jh.                   |                  | 31              |
| BW                                           | Santuari nou de Meritxell                    | Canillo Meritxell Karte                                  |              | 1975                          |                  | 37              |
| Santuari vell de Meritxell                   | Santuari vell de Meritxell                   | Canillo Meritxell Karte                                  |              | 17. Jh.                       |                  | 36              |
| Església de Sant Pere del Tarter             | Església de Sant Pere del Tarter             | Canillo el Tarter Karte                                  |              | 16. Jh.                       |                  | 33              |
| Església de Sant Marc i Santa Maria          | Església de Sant Marc i Santa Maria          | Encamp cementiri d’Encamp Karte                          |              | 12. / 16.–18. Jh.             |                  | 40              |
| Església de Sant Miquel de la Mosquera       | Església de Sant Miquel de la Mosquera       | Encamp c. de Sant Miquel de la Mosquera Karte            |              | 16. Jh.                       |                  | 39              |
| Església de Sant Romà de les Bons            | Església de Sant Romà de les Bons            | Encamp les Bons Karte                                    |              | 12. Jh. (1164)                |                  | 23              |
| Església de Sant Romà de Vila                | Església de Sant Romà de Vila                | Encamp Vila Karte                                        |              | 12. Jh.                       |                  | 41              |
| Església i Comunidor de Santa Eulàlia        | Església i Comunidor de Santa Eulàlia        | Encamp c. Mossèn Ermengol Karte                          |              | 12. Jh., 16.–17. Jh., 20. Jh. |                  | 38              |
| Hotel Rosaleda                               | Hotel Rosaleda                               | Encamp av. Copríncep Francès, 13 Karte                   |              | 1943                          |                  | 30              |
| Torre dels Moros (Castell de les Bons)       | Torre dels Moros (Castell de les Bons)       | Encamp Les Bons Karte                                    |              | 13.–16. Jh.                   |                  | 42              |
| Capella de casa Rossell                      | Capella de casa Rossell                      | Ordino c. dels Cóms Karte                                |              | 18. Jh.                       |                  | 54              |
| Casa d’Areny-Plandolit                       | Casa d’Areny-Plandolit                       | Ordino c. Major Karte                                    |              | 1633                          |                  | 47              |
| Casa Rossell                                 | Casa Rossell                                 | Ordino c. dels Portals Karte                             |              | 17. Jh.                       |                  | 49              |
| Colomer de casa Rossell                      | Colomer de casa Rossell                      | Ordino c. dels Cóms Karte                                |              | 18. Jh.                       |                  | 53              |
| Església de Sant Corneli i Sant Cebrià       | Església de Sant Corneli i Sant Cebrià       | Ordino la Placeta Karte                                  |              | 16., 18. und 19. Jh.          |                  | 43              |
| Església de Sant Martí de la Cortinada       | Església de Sant Martí de la Cortinada       | Ordino carretera general 3, la Cortinada Karte           |              | 11.–12., 17. Jh.              |                  | 24              |
| Església de Sant Miquel d’Ansalonga          | Església de Sant Miquel d’Ansalonga          | Ordino carretera general 3, Ansalonga Karte              |              | 17. Jh.                       |                  | 52              |
| Església de Sant Pere del Serrat             | Església de Sant Pere del Serrat             | Ordino camí de Sant Pere, el Serrat Karte                |              | 16.–17. Jh.                   |                  | 44              |
| Església de Sant Roc de Sornàs               | Església de Sant Roc de Sornàs               | Ordino pl. del Poble, Sornàs Karte                       |              | 1750                          |                  | 46              |
| Església de Sant Serni de Llorts             | Església de Sant Serni de Llorts             | Ordino carretera general 3, Llorts Karte                 |              | 17. Jh.                       |                  | 45              |
| Església de Santa Bàrbara                    | Església de Santa Bàrbara                    | Ordino prats de Santa Bàrbara Karte                      |              | 17. Jh.                       |                  | 50              |
| Mola i serradora de cal Pal                  | Mola i serradora de cal Pal                  | Ordino carretera general 3. La Cortinada Karte           |              | 16.–17. Jh.                   |                  | 48              |
| Església de Sant Andreu d’Arinsal            | Església de Sant Andreu d’Arinsal            | La Massana Arinsal Karte                                 |              | 17. Jh.                       |                  | 56              |
| Església de Sant Climent de Pal              | Església de Sant Climent de Pal              | La Massana c. de Sant Climent, Pal Karte                 |              | 11.–12. Jh. / 17.–18. Jh.     |                  | 25              |
| Església de Sant Cristòfol d’Anyós           | Església de Sant Cristòfol d’Anyós           | La Massana ctra. de sant Cristòfol, Anyós Karte          |              | 12. Jh.                       |                  | 59              |
| Església de Sant Ermengol de l’Aldosa        | Església de Sant Ermengol de l’Aldosa        | La Massana pl. del Poble, l'Aldosa Karte                 |              | 17.–18. Jh.                   |                  | 58              |
| Església de Sant Iscle i Santa Victòria      | Església de Sant Iscle i Santa Victòria      | La Massana pl. del Poble Karte                           |              | 17. Jh.                       |                  | 55              |
| Església de Sant Joan de Sispony             | Església de Sant Joan de Sispony             | La Massana pl. de Sant Joan, Sispony Karte               |              | 17. Jh.                       |                  | 60              |
| Església de Sant Romà d’Erts                 | Església de Sant Romà d’Erts                 | La Massana ctra. d’Arinsal, Erts Karte                   |              | 18. Jh.                       |                  | 57              |
| Farga Rossell                                | Farga Rossell                                | La Massana av. del Través (ctra. a Ordino) Karte         |              | 19. Jh.                       |                  | 133             |
| Pont de Sant Antoni de la Grella             | Pont de Sant Antoni de la Grella             | La Massana carretera general 3 Karte                     |              | desconeguda                   |                  | 61              |
| Casa de la Vall                              | Casa de la Vall                              | Andorra la Vella c. de la Vall Karte                     |              | 1580                          |                  | 65              |
| Església de Sant Andreu                      | Església de Sant Andreu                      | Andorra la Vella c. de Sant Andreu Karte                 |              | 11.–12. Jh.                   |                  | 63              |
| Església de Sant Esteve                      | Església de Sant Esteve                      | Andorra la Vella pl. del Príncep BenAdresseh Karte       |              | 11.–12. Jh., 20. Jh.          |                  | 62              |
| Església de Santa Coloma                     | Església de Santa Coloma                     | Andorra la Vella c. Major, Santa Coloma Karte            |              | 9.–12. Jh.                    |                  | 22              |
| Pont de la Margineda                         | Pont de la Margineda                         | Andorra la Vella carretera general 1, Santa Coloma Karte |              | 14.–15. Jh.                   |                  | 64              |
| Església de Sant Esteve de Bixessarri        | Església de Sant Esteve de Bixessarri        | Sant Julià de Lòria ctra. de Bixessarri Karte            |              | 1701                          |                  | 66              |
| Església de Sant Julià i Sant Germà de Lòria | Església de Sant Julià i Sant Germà de Lòria | Sant Julià de Lòria av. Verge de Canòlic, 30 Karte       |              | 12. Jh. / 18. Jh. / 20. Jh.   |                  | 26              |
| Església de Sant Martí de Nagol              | Església de Sant Martí de Nagol              | Sant Julià de Lòria Karte                                |              | 11. Jh.                       |                  | 70              |
| Església de Sant Miquel de Fontaneda         | Església de Sant Miquel de Fontaneda         | Sant Julià de Lòria Fontaneda Karte                      |              | 11.–12. Jh.                   |                  | 68              |
| Església de Sant Pere d’Aixirivall           | Església de Sant Pere d’Aixirivall           | Sant Julià de Lòria Aixirivall Karte                     |              | 1603                          |                  | 71              |
| Església de Sant Romà d’Auvinyà              | Església de Sant Romà d’Auvinyà              | Sant Julià de Lòria Aubinyà Karte                        |              | 17. Jh.                       |                  | 72              |
| Església de Sant Serni de Nagol              | Església de Sant Serni de Nagol              | Sant Julià de Lòria carretera de Certers Karte           |              | 11. Jh.                       |                  | 69              |
| Santuari de la Mare de Déu de Canòlic        | Santuari de la Mare de Déu de Canòlic        | Sant Julià de Lòria Canòlic Karte                        |              | 17. Jh.                       |                  | 67              |
| Església de Sant Miquel d’Engolasters        | Església de Sant Miquel d’Engolasters        | Escaldes-Engordany Engolasters Karte                     |              | 11.–12. Jh.                   |                  | 27              |
| Església de Sant Pere Màrtir                 | Església de Sant Pere Màrtir                 | Escaldes-Engordany av. Carlemany Karte                   |              | 1956–1981                     |                  | 73              |
| Església de Sant Romà dels Vilars            | Església de Sant Romà dels Vilars            | Escaldes-Engordany els Vilars Karte                      |              | 10. Jh.                       |                  | 74              |
| Pont de la Tosca                             | Pont de la Tosca                             | Escaldes-Engordany camí d’Engolasters Karte              |              | 1820                          |                  | 75              |
| Pont dels Escalls                            | Pont dels Escalls                            | Escaldes-Engordany c. dels Escalls Karte                 |              | desconeguda                   |                  | 76              |
| Pont d’Engordany                             | Pont d’Engordany                             | Escaldes-Engordany c. d'Engordany Karte                  |              | 1785                          |                  | 77              |
| Pont Pla                                     | Pont Pla                                     | Escaldes-Engordany carretera general 3 Karte             |              | 18. Jh.                       |                  | 78              |

## Baudenkmäler
| Bild                                                   | Bezeichnung                                            | Lage                                                           | Beschreibung | Bauzeit     | Eingetragen seit | Denkmal- nummer |
| ------------------------------------------------------ | ------------------------------------------------------ | -------------------------------------------------------------- | ------------ | ----------- | ---------------- | --------------- |
| Escoles de Canillo                                     | Escoles de Canillo                                     | Canillo c. dels Equirolets, s/n Karte                          |              | 1963–1965   |                  | 79              |
| Central de FHASA                                       | Central de FHASA                                       | Encamp avinguda de la Bartra, s/n Karte                        |              | 1931–1934   |                  | 81              |
| Colomer de Cotxa                                       | Colomer de Cotxa                                       | Encamp Les Bons Karte                                          |              | 16. Jh.     |                  | 148             |
| Emissora de Sud-Ràdio                                  | Emissora de Sud-Ràdio                                  | Encamp Karte                                                   |              | 1964        |                  | 141             |
| Ràdio Andorra                                          | Ràdio Andorra                                          | Encamp carretera general, 2 Karte                              |              | 1938        |                  | 80              |
| Cal Cristo                                             | Cal Cristo                                             | Encamp C. dels Cavallers, 2 Karte                              |              | 18.–19. Jh. |                  | 175             |
| Mur de la carretera a l’alçada de FEDA                 | Mur de la carretera a l’alçada de FEDA                 | Encamp Av. de la Bartra, s/n Karte                             |              | 1931        |                  | 82              |
| Pont de FHASA                                          | Pont de FHASA                                          | Encamp Av. de la Bartra, s/n Karte                             |              | 1931        |                  | 83              |
| Central auxiliar de FHASA                              | Central auxiliar de FHASA                              | Encamp Av. de la Bartra, s/n Karte                             |              | 1931        |                  | 85              |
| Casa dels empleats de FHASA                            | Casa dels empleats de FHASA                            | Encamp Av. de la Bartra, s/n Karte                             |              | 1932        |                  | 84              |
| Presa d’Engolasters                                    | Presa d’Engolasters                                    | Encamp Engolasters Karte                                       |              | 1931        |                  | 86              |
| Cal Pal                                                | Cal Pal                                                | Ordino carretera general 3. La Cortinada Karte                 |              | 15.–19. Jh. |                  | 165             |
| Casa Blanca (inclou dues eres i colomer)               | Casa Blanca (inclou dues eres i colomer)               | Ordino camí dels Fargaires. Segudet Karte                      |              | 16.–17. Jh. |                  | 149             |
| Hotel Casamanya                                        | Hotel Casamanya                                        | Ordino Carretera General 3 Karte                               |              | 20. Jh.     |                  | 87              |
| Cal Batlle i la seva era                               | Cal Batlle i la seva era                               | Ordino Cami vell, s/n Karte                                    |              | 15. Jh.     |                  | 147             |
| Escoles d’Ordino                                       | Escoles d’Ordino                                       | Ordino c. Antoni Fiter i Rossell, s/n Karte                    |              | 1963        |                  | 88              |
| Casa Rull                                              | Casa Rull                                              | La Massana c. Major, 26, Sispony Karte                         |              | 1723        |                  | 145             |
| Hostal Palanques                                       | Hostal Palanques                                       | La Massana avinguda Sant Antoni, 16 Karte                      |              | 1933–1935   |                  | 89              |
| Quart de Sispony                                       | Quart de Sispony                                       | La Massana Avinguda de les Comes, 5, Sispony Karte             |              | 1947        |                  | 90              |
| Casa del Quart d’Anyós                                 | Casa del Quart d’Anyós                                 | La Massana Carretera d’Anyós, s/n, Anyós Karte                 |              | 1950        |                  | 91              |
| Pont d’Anyós                                           | Pont d’Anyós                                           | La Massana Carretera d’Anyós, s/n, Anyós Karte                 |              | 1952        |                  | 92              |
| Escoles de la Massana                                  | Escoles de la Massana                                  | La Massana c. de les escoles Karte                             |              | 1963        |                  | 93              |
| Antiga Clínica Vilanova                                | Antiga Clínica Vilanova                                | Andorra la Vella avinguda Meritxell, 9 Karte                   |              | 1938–1948   |                  | 99              |
| Antiga Vegueria Francesa                               | Antiga Vegueria Francesa                               | Andorra la Vella avinguda Meritxell, 13 Karte                  |              | 1941        |                  | 97              |
| Casa dels Russos                                       | Casa dels Russos                                       | Andorra la Vella La Margineda, Santa Coloma Karte              |              | 1916        |                  | 94              |
| Casa Farràs                                            | Casa Farràs                                            | Andorra la Vella Av. Meritxell, 68 Karte                       |              | 1952–1956   |                  | 100             |
| Casa Felipó                                            | Casa Felipó                                            | Andorra la Vella Av. Meritxell, 9 Karte                        |              | 1948        |                  | 98              |
| Cal Closca                                             | Cal Closca                                             | Andorra la Vella C. del Pui, 7 Karte                           |              | 18. Jh.     |                  | 174             |
| Casa Massip-Dolsa                                      | Casa Massip-Dolsa                                      | Andorra la Vella Av. Meritxell, 22 Karte                       |              | 1948        |                  | 95              |
| Hotel Bellavista                                       | Hotel Bellavista                                       | Andorra la Vella Av. Meritxell, 26 Karte                       |              | 1938–1940   |                  | 96              |
| BW                                                     | Escoles d’Andorra la Vella                             | Andorra la Vella c. Ciutat de Valls Karte                      |              | 1962–1965   |                  | 101             |
| Font de la plaça d’Andorra                             | Font de la plaça d’Andorra                             | Andorra la Vella c. de la Vall, s/n Karte                      |              | 20. Jh.     |                  | 102             |
| Casa Balletbó                                          | Casa Balletbó                                          | Sant Julià de Lòria avinguda Verge de Canòlic, 78 Karte        |              | 1950        |                  | 104             |
| Casa Bonet                                             | Casa Bonet                                             | Sant Julià de Lòria avinguda Verge de Canòlic, 80 Karte        |              | 1947–1949   |                  | 103             |
| Casa Ivo                                               | Casa Ivo                                               | Sant Julià de Lòria Av. Verge Canòlic, 47 Karte                |              | 1943        |                  | 142             |
| Pont nou de la Margineda                               | Pont nou de la Margineda                               | Sant Julià de Lòria Carretera General, 1, La Margineda Karte   |              | 1930        |                  | 105             |
| Escoles de Sant Julià de Lòria                         | Escoles de Sant Julià de Lòria                         | Sant Julià de Lòria Carrer de les Escoles, s/n Karte           |              | 1963        |                  | 106             |
| Cal Ribot                                              | Cal Ribot                                              | Escaldes-Engordany Avinguda del Pessebre, s/n. Engordany Karte |              | 15.–18. Jh. |                  | 166             |
| Garatge i cinema Valira                                | Garatge i cinema Valira                                | Escaldes-Engordany avinguda Carlemany, 30. Escaldes Karte      |              | 1932–1933   |                  | 110             |
| Hotel Valira                                           | Hotel Valira                                           | Escaldes-Engordany avinguda Carlemany, 37. Escaldes Karte      |              | 1933–1934   |                  | 108             |
| Terminal del funicular d’Engolasters i casa del guarda | Terminal del funicular d’Engolasters i casa del guarda | Escaldes-Engordany Engolasters Karte                           |              | 1931–1934   |                  | 117             |
| Casa Lacruz                                            | Casa Lacruz                                            | Escaldes-Engordany Av. Carlemany, 61 Karte                     |              | 1940        |                  | 107             |
| Hotel Carlemany                                        | Hotel Carlemany                                        | Escaldes-Engordany Av. Carlemany, 4 Karte                      |              | 1948        |                  | 109             |
| Casa Xurrina                                           | Casa Xurrina                                           | Escaldes-Engordany c. d’Engordany, 15 Karte                    |              | 1948        |                  | 112             |
| Casa Vidal                                             | Casa Vidal                                             | Escaldes-Engordany Av. Carlemany, 59 Karte                     |              | 1946        |                  | 113             |
| Casa Duró                                              | Casa Duró                                              | Escaldes-Engordany Av. Carlemany, 91 Karte                     |              | 1954–1954   |                  | 114             |
| Antiga fàbrica de pells                                | Antiga fàbrica de pells                                | Escaldes-Engordany Av. Miquel i Mateu, s/n Karte               |              | 1946–1947   |                  | 116             |
| Galeries Cristall                                      | Galeries Cristall                                      | Escaldes-Engordany Av. Carlemany, 38 Karte                     |              | 1949–1951   |                  | 115             |
| Casa Palmitjavila                                      | Casa Palmitjavila                                      | Escaldes-Engordany Av. Carlemany, 79 Karte                     |              | 1953–1956   |                  | 118             |
| Pont de Sassanat                                       | Pont de Sassanat                                       | Escaldes-Engordany Vall del Madriu / Sassanat Karte            |              | 1942–1944   |                  | 111             |
| Col·legi Sagrada Família                               | Col·legi Sagrada Família                               | Escaldes-Engordany Av. de les Escoles, 27 Karte                |              | 1962–1965   |                  | 119             |
| Presa i caseta del guarda de Ràmio                     | Presa i caseta del guarda de Ràmio                     | Escaldes-Engordany Vall del Madriu / Ràmio Karte               |              | 1940        |                  | 120             |
| Font de la plaça Creu-Blanca                           | Font de la plaça Creu-Blanca                           | Escaldes-Engordany Plaça de l’esbart Santa Anna Karte          |              | 1954        |                  | 121             |
| Font de la plaça Santa Anna                            | Font de la plaça Santa Anna                            | Escaldes-Engordany Plaça Santa Anna Karte                      |              | 1951        |                  | 122             |
| Font de l’avinguda de les Escoles                      | Font de l’avinguda de les Escoles                      | Escaldes-Engordany Avinguda de les Escoles Karte               |              | 1954        |                  | 123             |